# Necronomicón
El Necronomicón es un grimorio ficticio ideado por el escritor estadounidense H.P. Lovecraft (1890-1937), uno de los maestros de la literatura de terror y ciencia ficción.
Es mencionado por primera vez en el cuento La ciudad sin nombre (The nameless city, de 1921), donde también se indica que su autor fue el «árabe loco» Abdul Alhazred,
el cual fue un seudónimo que Lovecraft había empleado desde su infancia.
El libro es, asimismo, mencionado por otros autores del círculo lovecraftiano, como August Derleth o Clark Ashton Smith. Desde entonces, dicho escrito ficticio ha inspirado la publicación de diversas obras de igual título.

## Etimología
La etimología de Necronomicón es más transparente de lo que suele creerse. Aunque la forma no está testimoniada en griego antiguo, se trata de una construcción análoga a adjetivos comunes como ἀστρονομικός [astronomikós] (‘astronómico’), u οἰκονομικός [oikonomikós] (‘económico’).
Estos adjetivos están formados por tres elementos: un lexema (ἀστρο-, οἰκο-, νεκρο-) + el lexema νόμος (‘ley’, ‘administración’) + el sufijo -ικος, sin significado, que sirve para formar adjetivos. Así pues, «astronómico» significa etimológicamente ‘lo relativo a las leyes de los astros’; el neologismo «necronómico» sería ‘lo relativo a las leyes de los muertos».[cita requerida]
Cuando estos adjetivos se ponen en neutro singular (ἀστρονομικόν [astronomikón]) o plural (ἀστρονομικά [astronomiká]), adquieren un valor genérico: en el ejemplo, ‘lo relativo a los astros’, ‘las cosas relativas a la ordenación de los astros’.
Necronomicón, neutro singular, es por tanto ‘[el libro que contiene] lo relativo a las leyes de los muertos’, del mismo modo que el Astronomicón (del 10 d. C.) del poeta latino Marco Manilio es un tratado sobre los astros.[cita requerida]
En una carta de 1937 dirigida a Harry O. Fischer, Lovecraft revela que el título del libro se le ocurrió durante un sueño.
Una vez despierto, hizo su propia interpretación de la etimología. A su juicio, significaba ‘imagen de la ley de los muertos’, pues en el último elemento (-icón) quiso ver la palabra griega εἰκών (latín icon), ‘imagen’.

## Descripción
El Necronomicón es descrito como un libro de saberes arcanos y magia ritual, cuya lectura provoca la locura y la muerte. En los cuentos de Lovecraft y sus continuadores aparece como un registro de fórmulas olvidadas que permiten contactar con unas entidades sobrenaturales de un inmenso poder: los antiguos.
Quizás la cita más famosa del Necronomicón en la narrativa de Lovecraft sea esta:

That is not dead which can eternal lie, 
 And with strange aeons even death may die.
‘Que no está muerto lo que yace eternamente, 
 y con eones extraños incluso la muerte puede morir’.
H. P. Lovecraft

El Necronomicón aparece en gran parte de los escritos de Lovecraft, quien cita también otros libros de magia, como De Vermis Mysteriis (en latín, ‘sobre los misterios del gusano’) y Le culte des goules (‘El culto de los gules’), que Lovecraft atribuye al conde D’Erlette (un guiño literario a August Derleth, miembro del «Círculo de Lovecraft»). Otros de los libros que aparecen en los relatos de Lovecraft son los ficticios Manuscritos pnakóticos; y los reales L’image du monde (de Gautier de Metz) y El gran dios Pan (de Arthur Machen).

## Orígenes

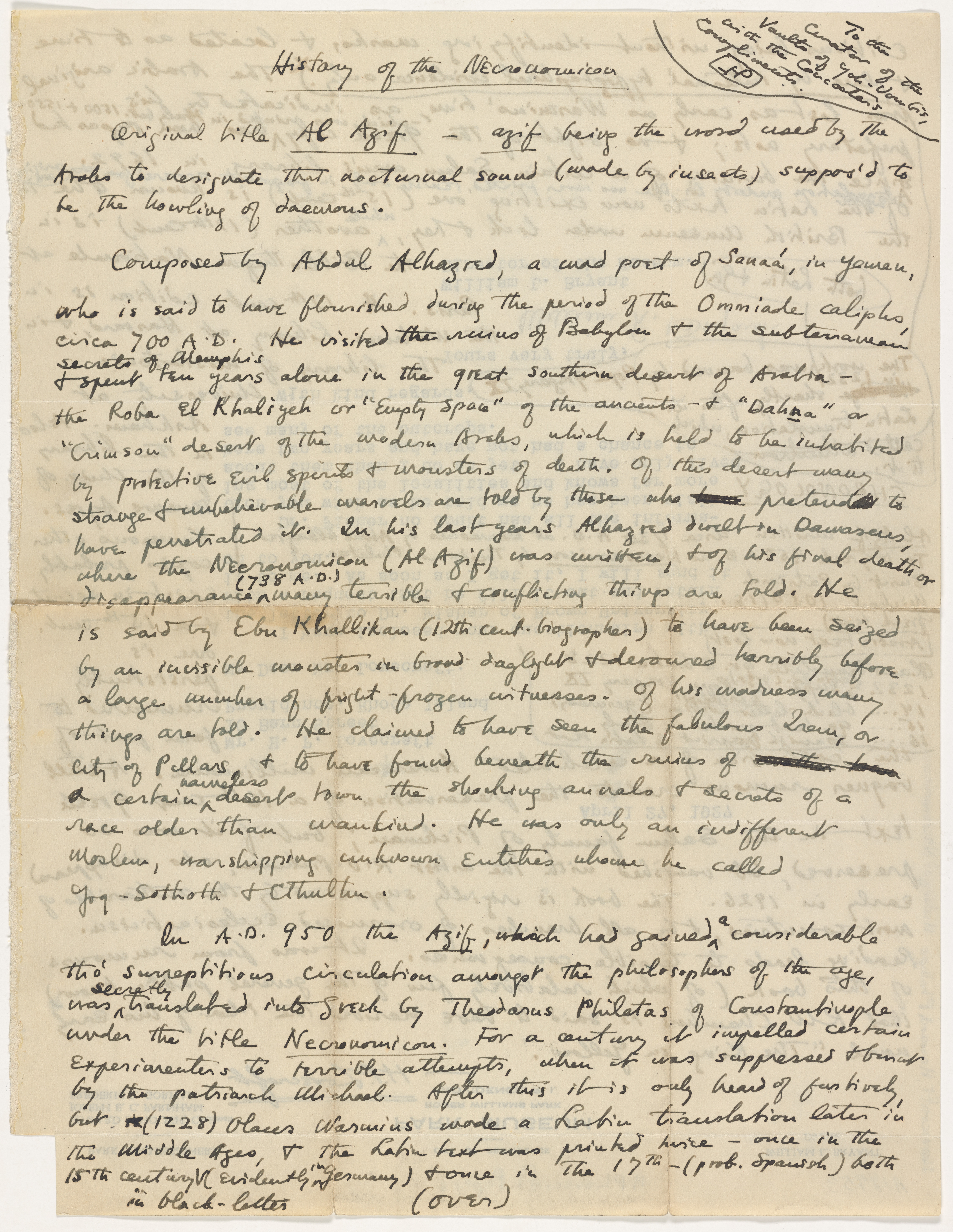
Primera página del manuscrito original de History of the Necronomicon.

En 1927, Lovecraft escribió una breve nota sobre la autoría del Necronomicón y la historia de sus traducciones, que fue publicada en 1938, tras su muerte, como Una historia del Necronomicón.
Según esta obra, el libro fue escrito con el título de Kitab Al-Azif (en árabe: ‘el rumor de los insectos por la noche’, rumor que en el folclore arábigo se atribuye a demonios como los yins y gules) alrededor del año 730 d. C. por el poeta árabe Abdul Al-Hazred, de Saná (Yemen), de quien dice que murió a plena luz del día devorado por una bestia invisible.
Lovecraft abunda en datos para hacer verosímil la existencia del libro. Por ejemplo, cita como uno de sus compiladores a Ibn Khallikan, erudito iraní o árabe que existió realmente.
También cuenta que hacia el año 950 fue traducido al griego por Theodorus Philetas y adoptó el título actual griego, Necronomicón. Tuvo una rápida difusión entre los filósofos y hombres de ciencia de la Baja Edad Media. Sin embargo, los horrendos sucesos que se producían en torno al libro hicieron que en el año 1050 la Iglesia católica lo condenara. En 1228, Olaus Wormius (un traductor real danés pero que vivió entre 1588 y 1654) tradujo el libro al latín, en la que es la versión más famosa, pues (siempre según la ficción lovecraftiana) aún quedan algunos ejemplares de ella, mientras que los originales árabe y griego se creen perdidos.
A pesar de la persecución, según Lovecraft se realizaron distintas impresiones en España y Alemania durante el siglo XVII.
Supuestamente, se conservarían cuatro copias completas:
- una en la biblioteca Widener de la Universidad Harvard, dentro de una caja fuerte;
- una copia del siglo XV en la Biblioteca Nacional de París;
- otra en la (ficticia) Universidad de Miskatonic en la inexistente ciudad de Arkham (estado de Massachusetts) y
- otra en la Universidad de Buenos Aires (Argentina).

## Ficción verosímil
Sobre el carácter ficticio del libro, Lovecraft escribió lo siguiente:

Ahora bien, sobre los «libros terribles y prohibidos», me fuerzan a decir que la mayoría de ellos son puramente imaginarios. Nunca existió ningún Abdul Alhazred o su Necronomicón, porque yo mismo inventé estos nombres. Ludwig Prinn fue ideado por Robert Bloch y su De vermis mysteriis, mientras que el Libro de Eibon es una invención de Clark Ashton Smith. Robert E. Howard debe responder de Friedrich von Junzt y su Unaussprechlichen kulten. En cuanto a libros escritos con seriedad sobre temas oscuros, ocultos y sobrenaturales, en realidad no son gran cosa. Es debido a eso que es más divertido inventar trabajos míticos como el Necronomicón y el Libro de Eibon.

De hecho, el famoso árabe loco Abdul Alhazred no es más que un apodo que él mismo se puso en la infancia, inspirado en la reciente lectura de Las mil y una noches (Alhazred: all has read, ‘el que lo ha leído todo’).
Lovecraft logró hacer un excelente engaño al aportar datos respecto al Necronomicón. Por ejemplo, señalaba que quedaban muy pocos ejemplares de tal libro "prohibido" y "peligroso". En el cuento El horror de Dunwich se ubican ejemplares en la Universidad de Buenos Aires, en la Biblioteca Widener de Harvard, la Biblioteca Nacional de París, en el Museo Británico y en la inexistente Universidad de Miskatonic en la ciudad imaginaria de Arkham (que aparece repetidamente en los cuentos de Lovecraft). Según August Derleth, esta supuesta precisión ha hecho que numerosas personas creyeran en la real existencia del libro, y solicitaran ejemplares o el acceso a las bibliotecas donde se lo guardaba. En el artículo «The Making of a Hoax», Derleth cuenta que durante 1962, en la publicación Antiquarian Bookman apareció un anuncio, que decía:

Alhazred, Abdul. Necronomicón. España, 1647. Encuadernado en piel algo arañada y descolorida; por lo demás en buen estado. Numerosísimos grabaditos de madera, signos y símbolos místicos. Parece tratado (en latín) de magia ceremonial. Ex libris. Sello en guardas indica que procede de Biblioteca Universidad Miskatonic. Mejor postor.

En el mismo artículo relata que un estudiante gastó la broma de incluir su ficha en el registro de la Biblioteca General de la Universidad de California, en la sección BL 430, dedicada a las religiones primitivas.  
Una leyenda urbana narraba que Jorge Luis Borges, quien no tenía una opinión positiva de Lovecraft, había creado una ficha falsa sobre el Necronomicón en la Biblioteca Nacional de Argentina.
Bromistas, fanes o timadores han publicado supuestas ediciones del libro; la más famosa de ellas es la conocida como Necronomicón de Simon, también existen páginas en internet  donde se ofrece el libro a la venta. Algunos de estos ejemplares son simples listados de los primigenios más conocidos, junto a símbolos y oraciones sin significado imitando el estilo de Lovecraft.
El extraordinario dibujante H. R. Giger publicó una recopilación de sus dibujos bajo el título Giger’s Necronomicon, en dos volúmenes, en una edición muy cuidada pensada para coleccionistas (encuadernados en piel negra, 666 ejemplares, con un holograma escondido). La editorial española La Factoría de Ideas ha publicado también con este título un libro de relatos escritos por seguidores de Lovecraft. Cabe destacar el Necronomicón de Donald Tyson, publicado en 2004 por Edaf, escrito como la biografía en primera persona de Abdul Alhazred, siguiendo el estilo literario de los escritores árabes, y que recoge y explica todos los mitos y ciudades que aparecen en los relatos de Lovecraft, incluyendo la explicación del origen del mundo con el estilo trágico de Lovecraft.

## En la cultura popular
El Necronomicón tiene apariciones menores en películas, novelas, juegos de mesa y videojuegos.

Música
Canciones:
Deicide - Dead by Dawn
Hypocrisy - Necronomicon

### Cine y series
- En la 6ta. Temporada de House M.D. capitulo 18 los doctores Chase y la 13 buscando causas de su enfermedad encuentran una copia del libro en el departamento que pertenece al paciente
- En la serie de películas The Evil Dead se lo menciona con el nombre de Necronomicón Ex-Mortis.[11]
- Es mencionado en el capítulo 2 de la primera temporada de la serie de terror Masters of Horror, llamado Dreams in the witch-house.
- Aparece en la serie 30 monedas de HBO, siempre mencionado como «el libro negro del árabe loco».

### Novelas y relatos
- Javier Torras de Ugarte (Madrid, 1982), autor del género fantástico, lo utiliza como elemento de la trama en su novela El libro eterno.[12][13]
- Alfonso Cost Ortiz (Córdoba, 1963), novelista, lo utiliza como eje principal de su novela Donde nacen las tormentas, la búsqueda de Al-Azif.

### Videojuegos
- En el videojuego The Binding of Isaac: Rebirth el Necronomicón aparece como un objeto que el jugador puede utilizar.
- En el videojuego Kingdom Come: Deliverance aparece el Necronomicón como un libro prohibido muy difícil de conseguir; está guardado bajo llave por los monjes de un monasterio.
- En el videojuego Persona 5, el Necronomicón es una de las criaturas denominadas «Personas» de una de las protagonistas.
- En el videojuego Assassin's Creed Mirage se puede encontrar un libro con el nombre Kitab Al-Azif, escrito por Al-Hazred.

### Anime y Manga
- En la franquicia multimedia Digimon existe una criatura llamada Necromon[14]que porta el Necronomicón, el cual le permite registrar los datos de todos los Digimon a los que derrota y absorbe para después invocarlos como espectros o, incluso, como otros Digimon Fantasmas, como Bakemon[15] o Soulmon.[16]

## Ubicación
Según Lovecraft en Historia del Necronomicón, las copias del Necronomicón original se encuentran solamente en unas pocas bibliotecas, entre las que menciona:
- Museo Británico
- La Biblioteca Nacional de Francia
- Biblioteca de Widener de la Universidad de Harvard en Cambridge, Massachusetts
- La biblioteca de la Universidad de Buenos Aires
- La Universidad Nacional Mayor de San Marcos (Lima, Perú) posee una copia en griego según el relato de Lovecraft y Derleth El que acecha en el umbral.
- La biblioteca de la ficticia Universidad de Miskatonic custodia la traducción latina de Olaus Wormius, impresa en España en el siglo XVII.
- En el cuento El caso de Charles Dexter Ward (1941), uno de los protagonistas, Joseph Curwen, poseía un ejemplar de procedencia desconocida.